# Тестико
Тестико (итал. Testico) је насеље у Италији у округу Савона, региону Лигурија.
Према процени из 2011. у насељу је живело 102 становника. Насеље се налази на надморској висини од 495 м.

## Становништво
Према резултатима пописа становништва 2011. у општини је живело 212 становника.
| 1931. | 1936. | 1951. | 1961. | 1971. | 1981. | 1991. | 2001. | 2011. |
| ----- | ----- | ----- | ----- | ----- | ----- | ----- | ----- | ----- |
| 443   | 431   | 387   | 346   | 251   | 193   | 202   | 200   | 212   |